# Гігантські віруси
Гіга́нтські віруси (англ. Giant viruses) — група дуже великих вірусів, яких можна розглянути під світловим мікроскопом; за розмірами не поступаються бактеріям, через це спочатку були віднесені до грам-позитивних бактерій. Їх геноми надзвичайно великі і часто містять гени, що кодують компоненти синтезу білка, що ніколи не спостерігається в інших вірусів; крім того, деякі гени, виявлені у представників цієї групи вірусів, невідомі для жодних інших організмів. Більшість гігантських вірусів мають білковий капсид, характерний для інших вірусів, проте деякі гігантські віруси оточені особливим тегументом (білковою оболонкою). Як правило, гігантські віруси вражають протистів. На деяких гігантських віруси паразитують вірофаги.
За даними ICTV на 2018 рік, визнані дві родини гігантських вірусів — Mimiviridae і Marseilleviridae.
Іноді по відношенню до гігантських вірусів використовують термін «гіруси».